# 25 to Life
25 to Life es un videojuego de disparos en tercera persona desarrollado por Avalanche Software y Ritual Entertainment y publicado por Eidos Interactive para Windows, PlayStation 2 y Xbox, y lanzado en 2006.
El juego, ambientado en un entorno moderno, permite al jugador jugar como un policía y un gánster en diferentes momentos, en un juego de estilo "policías y ladrones". Se puede jugar en línea con hasta 16 jugadores usando el adaptador de red para PS2 y a través de Xbox Live para Xbox, y también hay juego en línea para la versión de Windows. Al comprar la versión para Windows, los clientes también obtenían gratis una tarjeta de juego de "Street Warriors" que incluía un personaje destacado del juego. Estas tarjetas de juego eran exclusivas y solo se incluían en las copias para PC.

## Trama
El juego trata sobre un hombre llamado Freeze, su amigo Shaun Calderón y el oficial de policía Lester Williams en la ciudad ficticia de Las Ruinas. Freeze comete delitos con Shaun para conseguir dinero, que gasta en su familia, mientras que Williams intenta detener el crimen organizado en toda la ciudad.
Una noche, al regresar a casa, su esposa lo confronta por estas acciones. Dice que son una mala influencia para su hijo y quiere que deje de hacerlo. Después de una discusión, él acepta. Al día siguiente, le dice a Shaun que quiere salir del juego. Shaun apunta con un arma a Freeze y le informa que debe hacer un último trabajo, un negocio de narcóticos.
En el negocio, Freeze encuentra a los pandilleros colombianos muertos y a la oficial de policía María Mendoza esperando. Freeze huye con la policía persiguiéndolos y los pierde. Los D-Boys de 2nd Street se dan cuenta de que Freeze quiere salir de la pandilla y tiene que evitar tanto a su antigua pandilla como a la policía. Más tarde, roba un banco. Después de un tiroteo contra la policía, llega a su auto de escape, pero es arrestado después de ser golpeado con una porra.
Mientras tanto, Mendoza le informa a Williams sobre Shaun. Buscan a Shaun en su casa, pero quedan atrapados en un tiroteo. Williams encuentra evidencia y va a un club para encontrar a Shaun, persiguiéndolo hasta el metro. La persecución termina con Williams arrestando a Shaun, pero Mendoza lo mata y le dice a Shaun que se vaya a México.
Shaun va a Tijuana y lucha para llegar a un club local llamado "The Curtains Club". Roba un casino, lucha contra la seguridad y va a ver a un hombre rico llamado Saragosa en su ático, a quien mata.
Freeze se escapa de la cárcel y compra ropa nueva en el centro comercial mientras es perseguido por la policía. Mata a Mendoza en el centro comercial y persigue a Shaun, ahora un rico capo de la droga, finalmente pisando el cuello de Shaun hasta que se asfixia. La escena final muestra a Freeze diciéndole a Darnell: "De ahora en adelante, somos solo tú y yo contra el mundo. Ahora hagámoslo", mientras llega una gran cantidad de oficiales de policía, con Freeze tomando un arma y apuntándole a la policía.

## Recepción
25 to Life recibió críticas "desfavorables" en todas las plataformas según el agregador de reseñas de videojuegos Metacritic.
Maurice Branscombe, de Hyper, comentó que la banda sonora del juego estaba bien sólo "si te gusta el rap". Sin embargo, criticó el juego como "una mierda absolutamente pura".
USA Today le dio al juego una puntuación de cuatro estrellas sobre diez y afirmó que su única cualidad fuerte "es un modo multijugador decente. La mayor parte de la acción se basa en equipos, lo que te permite elegir entre la policía o los matones. Los jugadores pueden elegir robar un lugar y devolver el botín a su territorio, asaltar un refugio criminal o participar en un combate a muerte sin cuartel. El objetivo de Freeze al comienzo de esta historia era salir del "juego". Cinco minutos de lucha por este juego de disparos harán que los jugadores quieran lo mismo". The A.V. Club le dio una D+ y lo llamó "una copia a medias de la pesadilla urbana de alguien". Detroit Free Press le dio a la versión de PS2 una estrella de cuatro y afirmó que "carece de todo lo que la haría nueva, innovadora o simplemente divertida. Los gráficos son realmente confusos y de mala calidad. Los controles parecen ser un poco confusos".